# Estádio Humberto Parente
Estádio Humberto Parente – stadion w Abaetetuba, Pará, Brazylia, na którym swoje mecze rozgrywa klub Abaeté Futebol Clube.